# Baccaurea racemosa
Baccaurea racemosa là một loài thực vật có hoa trong họ Diệp hạ châu. Loài này được (Reinw. ex Blume) Müll.Arg. mô tả khoa học đầu tiên năm 1866.

## Hình ảnh

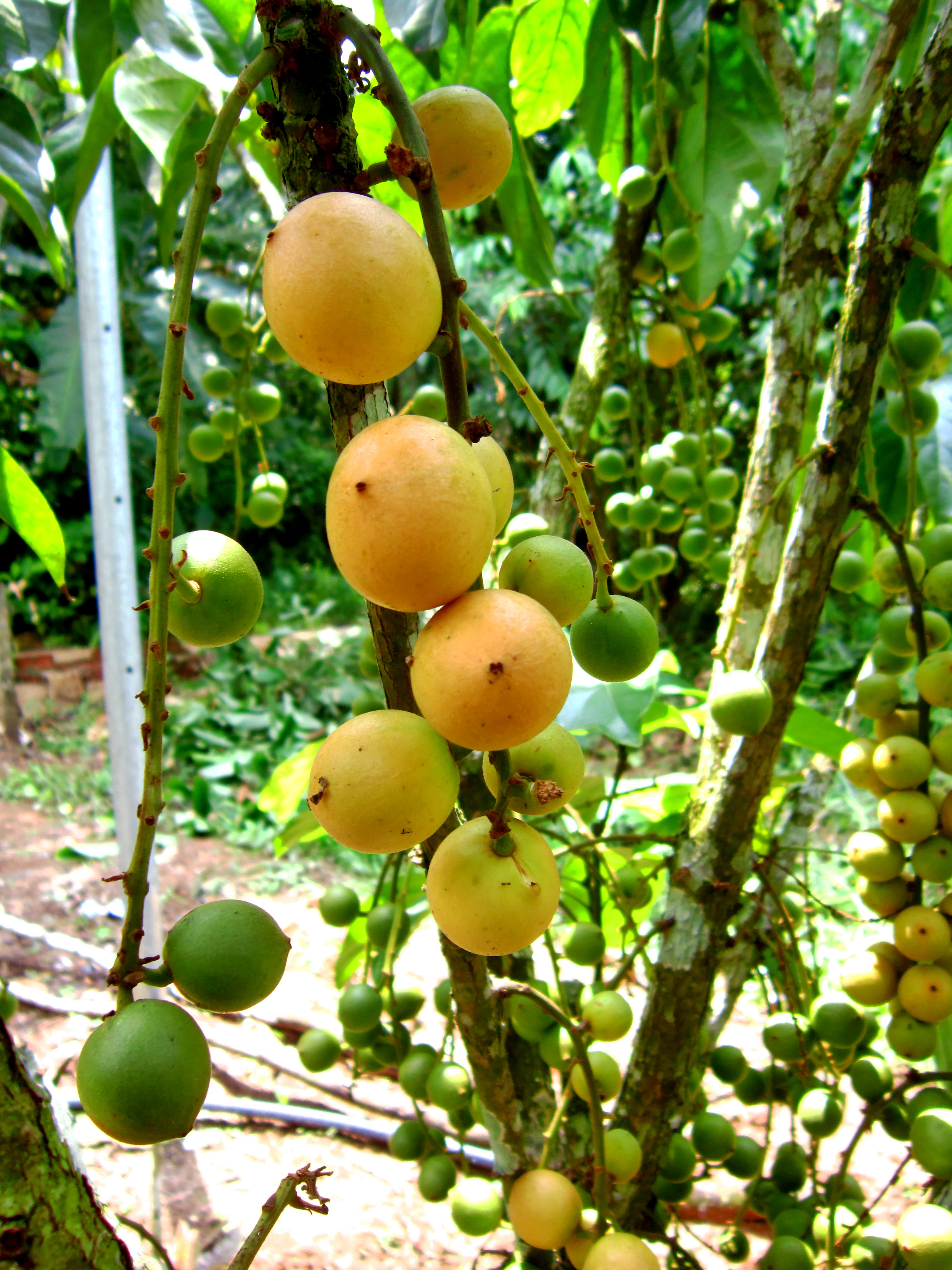